# Swartzia colombiana
Swartzia colombiana là một loài thực vật có hoa trong họ Đậu. Loài này được (R.S. Cowan) Torke mô tả khoa học đầu tiên năm 2007.